# Saignelégier
Saignelégier is een gemeente en plaats in het Zwitserse kanton Jura, en maakt deel uit van het district Franches-Montagnes.
Saignelégier telt 2120 inwoners.

## Geschiedenis
Op 1 januari 2009 werden de gemeenten Goumois en Les Pommerats opgenomen in de gemeente Saignelégier.

## Geboren
- Jocelyn Jolidon (1962), wielrenner
- Jacques Jolidon (1969), wielrenner